# インプリント
インプリント(英: imprint)とは、出版業界においては、出版社が用いる商号(出版する際に用いるブランド)である。
大手出版社が中小規模の出版社を買収して傘下に収めつつ企業グループを形成し、合併や買収された出版社は名前をインプリントとして維持しつつ出版活動を続ける。
物流や決済システムといったインフラストラクチャーの効率は共同で利用するほど高まる。
日本のような取次システムを持たない欧米の出版業界では、商品の物流や代金の決済および取引先の与信管理などを出版社が行うため、中小の出版社が大手のそれの仕組みを共用するインプリント化が進行した。
大きな出版社は出版物の内容によって複数のインプリントを使い分けている。

## 出版社とインプリント
ここでは、規模の大きい系列順に、主要なインプリントを列挙する。
各インプリントには、下記には記載されていない無数のインプリントも連なる。
その詳細は各々の項目を参照されたい。
Penguin Random House
- Penguin Random House（英語版） (PRH) - メディア·コングロマリットであるPearson（英語版）[R 4]とBertelsmann（ドイツ語版）[R 5]の傘下
  - The Knopf Doubleday Publishing Group（英語版） (Doubleday)
  - Alfred A. Knopf（英語版） (Knopf)
  - Ballantine Books（英語版）
  - Bantam Books（英語版）
  - The Bodley Head（英語版）
  - Chatto & Windus（英語版）
  - Hutchinson（英語版）
  - Dell Publishing（英語版）
  - Del Rey Books（英語版）
  - The Crown Publishing Group（英語版）
  - Random House（英語版）
  - Simon & Schuster（英語版）
    - Howard Books（英語版） (Howard Publishing)
    - Pocket Books（英語版）
    - Charles Scribner's Sons（英語版）
    - The Free Press（英語版）

  - Pearson Education（英語版） - 『ロングマン現代英英辞典』(LDOCE)[R 6]の発行元
    - The Penguin Publishing Group（英語版） (Penguin Books)
      - Viking Press（英語版） (Viking Penguin)

    - DK（英語版）
    - Alpha Books（英語版）
    - Plume（英語版）
    - Puffin Books（英語版）

Hachette Livre
- Lagardère Publishing（英語版） - メディア·コングロマリットのLagardère groupe（フランス語版）[R 7]の傘下
  - Hachette Livre（フランス語版）
    - Hachette Book Group（英語版）
      - Perseus Books Group（英語版）
        - Grand Central Publishing（英語版）
        - Little, Brown and Company（英語版）
        - Mulholland Books（英語版）
        - Hachette Books（英語版）
          - ABC Daytime Press（英語版）
          - ESPN Books（英語版）
          - Miramax Books（英語版）

HarperCollins
- HarperCollins（英語版） - メディア·コングロマリットのNews Corp（英語版）[R 8]の傘下、『コウビルド英英辞典』(CCAD)[R 9]の発行元。
  - Harper Books（英語版）
  - Collins（英語版）
  - Harlequin Enterprises（英語版）
  - William Morrow and Company（英語版）
  - Avon Books（英語版）
  - Ecco Press（英語版）
  - Zondervan（英語版）

Macmillan Publishers
- Verlagsgruppe Georg von Holtzbrinck（ドイツ語版） - メディア·コングロマリットのGeorg von Holtzbrinck（ドイツ語版）[R 10]の傘下、『マクミラン英英辞典』(MEDAL)[R 11]の発行元。
  - Macmillan Publishers（英語版）
    - Tor Books（英語版）
      - Forge Books（英語版）
      - Orb Books（英語版）

    - Pan Books（英語版）
    - Bedford/St. Martin's（英語版）
    - Farrar, Straus and Giroux（英語版）

  - Springer Nature（英語版）
    - Nature Portfolio（英語版）
    - Palgrave Macmillan（英語版）
    - Macmillan Education（英語版）
    - Springer Science+Business Media（英語版）

Houghton Mifflin Harcourt
- Houghton Mifflin Harcourt（英語版） (HMH)
  - Clarion·Mariner（英語版）
  - John Joseph Adams Books（英語版）

Scholastic
- Scholastic（英語版） - ノートルダム大学の出版部門であるScholastic（英語版）とは無関係である
  - Arthur A. Levine Books（英語版）
  - The Chicken House（英語版）
  - Klutz Press（英語版）
  - Grolier（英語版）

John Wiley & Sons (Wiley)
- John Wiley & Sons（英語版） (Wiley)
  - Wiley-Blackwell（英語版）
  - Bloomberg Publishing（英語版）
  - Capstone Publishers（英語版）
  - dummies（英語版）

Oxford University Press
- Oxford University Press（英語版） - 『オックスフォード現代英英辞典』(OALD)[R 12]や『オックスフォード英英辞典』(ODE)の発行元
  - Clarendon Press（英語版）

Disney Publishing Worldwide
- Disney Publishing Worldwide (DPW)（英語版） - 旧Hyperion Books（フランス語版）を含む

Workman Publishing
- Workman Publishing Company（英語版）
  - Algonquin Books（英語版）

Sterling Publishing
- Sterling Publishing（英語版）
  - Flash Kids（英語版）

Abrams Books
- Abrams Books（英語版）
  - Amulet（英語版）

### 日本
日本では、吸収した出版社のレーベル名だけを存続させたり、子会社として出版社を存続させて流通・出版営業は親会社が代行する（いわゆる口座貸し）という形態をとるため、インプリントを活用している事例は少ない。
ただし電子書籍専門の出版社においては、レーベル名の代用としてインプリントが使われる事例が多い。

## 註釈·出典
1. ↑  もちろんながら、それ以外にもインプリントが存在する。

1. ↑  “Unterschied zwischen Verlag und Impressum” (ドイツ語). 2020年11月9日閲覧。
2. ↑  「【出版時評】インプリント時代の到来か」『文化通信デジタル』文化通信社、2019年11月11日。
3. ↑  Stacey Donovan. “The “Big 5” Trade Publishers and Their Imprints” (英語).   Book Editing Associates. 2020年11月9日閲覧。
4. ↑  “Pearson” (英語).  Pearson. 2021年12月31日閲覧。
5. ↑  “Bertelsmann” (ドイツ語).  Bertelsmann. 2021年12月31日閲覧。
6. ↑  “Longman Dictionary of Contemporary English | LDOCE” (英語).  Pearson Education. 2021年12月31日閲覧。
7. ↑  “Lagardère” (フランス語).  Lagardère. 2021年12月31日閲覧。
8. ↑  “News Corp” (英語).  News Corp. 2021年12月31日閲覧。
9. ↑  “Collins Online Dictionary” (英語).  HarperCollins Publishers. 2021年12月31日閲覧。
10. ↑  “Georg von Holtzbrinck” (ドイツ語).  Georg von Holtzbrinck. 2021年12月31日閲覧。
11. ↑  “Macmillan Dictionary” (英語).  Macmillan Publishers. 2021年12月31日閲覧。
12. ↑  “Oxford Learner's Dictionaries” (英語).  Oxford University Press. 2021年12月31日閲覧。